# Julien Lucas
Julien Lucas es un actor y director Francés, nacido el 28 de enero de 1976 en Lilas.

## Biografía
Diplomado por el Conservatorio Nacional Superior de Arte Dramático en 2002. Julien Lucas debutó en el cine en la película dramática Resistencia de Todd Komarnicki con Sandrine Bonnaire y Julia Ormond, y luego con el director Toni Marshall en la comedia France Boutique

## Teatro
- L'Achat du cuivre, dirigida por Philippe Adrien
- Les Aveugles, dirigida por Sébastien Eveno
- Une noce, dirigida por Sébastien Eveno
- 2001: Dom Juan, dirigida por Guy Lumbroso
- 2001: Liliom, dirigida por Guy Lumbroso
- 2002: Sur le vif, dirigida por Caterine-Anne Tep
- 2002: À Moscou, dirigida por Joël Jouanneau
- 2002: Richard II, dirigida por Paul Desvaux
- 2003: Haute surveillance, dirigida por Vincent Ecrepon
- 2004: Dans l'intérêt du pays, dirigida por Matthew Jocelyn

## Filmografía

### Cine
- 2002: Resistencia de Todd Komarnicki
- 2002: France Boutique de Tonie Marshall
- 2004: Sedición popular de Antonio Hebrard
- 2005: Les Amants réguliers de Philippe Garrel
- 2006: Home de Patric Chiha
- 2006: Me perteneces de Sam Zalutky
- 2009: Qu'un seul tienne et les autres suivront de Léa Fehner
- 2009: Le Naufragé de Guillaume Brac
- 2009: Adieu Molitor de Christophe Regin
- 2010: Surfeurs de Julien Lucas
- 2010: Bye Bye Blondie de Virginie Despentes
- 2010: Una vida mejor de Cédric Kahn
- 2013 : La jalousie de Philippe Garrel
- 2014: Bangkok United de Christophe Regin
- 2015 : Un doctor en la campiña de Thomas Lilti
- 2017 : Custodia compartida de Xavier Legrand

### Televisión
- 2003: P.J. de Gérard Vergez
- 2004: Nuit noire, 17 octobre 1961 de Alain Tasma
- 2005: Les Rois maudits de Josée Dayan
- 2005: Espiral de Pascal Chaumeil
- 2009: La Maison du Péril de Éric Woreth
- 2010: Accusé Mendès France de Laurent Heynemann
- 2010: Les beaux mecs de Gilles Bannier
- 2019 : Los salvajes de Rebecca Zlotowski
- 2020: Asesinato en Toulouse de Sylvie Ayme

### Director y guionista
- 2004: Niava (cortometraje)
- 2006: Loto (cortometraje)
- 2006: Comme un homme (cortometraje)
- 2010: Surfeurs (cortometraje)

## Doblaje

### Cine

#### Películas
- Matthias Schoenaerts en :
  - La chica danesa (2016): Hans Axgil
  - Nosotros en la noche (2017): Gene
  - Gorrión rojo (2018): Ivan Dimitrevich Egorov
- 2003: 11:14 Destino fatal: Duffy (Shawn Hatosy)
- 2008: Slumdog Millionaire: Salim Malik (Madhur Mittal)
- 2008: August: Tom Sterling (Josh Hartnett)
- 2011: Thor: Frandall (Josh Dallas)
- 2014: Godzilla: ? (?)
- 2015: Star Wars, Episodio VII: El despertar de la Fuerza: ? (?)
- 2016: Rogue One: Una historia de Star Wars: (?)
- 2016: Zoolander 2: Justin Bieber (Justin Bieber)
- 2016: Billy Lynn: (?)
- 2017: Sandy Wexler: ? (?)
- 2017: Máquina de guerra: el líder de las tropas
- 2017 : Cogido Abierto : ? (?)
- 2018 : Discarnate : Shane Sherman (Matthew Munroe)

### Televisión

#### Películas de televisión
- 2019 : Two Turtle Doves: Alex Taylor (Zach Tinker)
- 2021 : A Godwink Christmas: Miracle of Love: Eric Fellman (Alberto Frezza (en))

#### Series de televisión
- Lee Ingleby en :
  - Inspector George Gently (2007-2017): John Bacchus (25 episodios)
  - Luther (2011): Cameron Pell (temporada 2, episodios 1 y 2)

- 2007: Doctor Who: Jeremy Baines (Harry Lloyd)
- 2008: Héroes: Jesse Murphy (Francis Capra)
- 2008: Samurai Girl: Otto (Kyle Labine)
- 2008: The Last Enemy: Stephen Ezard (Benedict Cumberbatch)
- 2009: The Unit: Sam McBride (Wes Chatham)
- 2010-2011: Love/Hate: Stephen "Stumpy" Doyle (Peter Campion)
- 2011-2013: Gran Hotel: Javier Alarcón (Eloy Azorín)
- 2011-2013: Suits: Abogados a medida: Clifford Danner (Neil Brown Jr.)
- 2015-2019: Mr. Robot: Elliot Alderson (Rami Malek) (46 episodios)
- 2016 : Los Médici: Señores de Florencia: Cosimo de Medici (Richard Madden) (8 episodios).
- 2016-2017: Conviction: Franklin "Frankie" Cruz (Manny Montana)
- 2017: Habitación 104: Anish (Karan Soni)
- 2019: My First First Love: Teo (Ji Soo)

#### Serie de animación
- 2013 :Jojo's Bizarre Adventure: César Zeppeli

## enlaces externos
- Multimedia en Commons.

- Datos: Q3189580
- Multimedia: Julien Lucas (actor) / Q3189580